# Niafunké (álbum de Ali Farka Touré)
Niafunké es un álbum de Ali Farka Touré, publicado en 1999. El título hace referencia a la ciudad homónima en Mali donde ha sido grabado.
Niafunké es el primero de una serie de álbumes grabados al final de su carrera en su pueblo de residencia. Fue grabado en la misma época en que se retiró de la escena mundial paraconvertirse en grangero en su país de origen.

## Canciones
| N.º | Título           | cantante                                                         | Duración |  |
| 1.  | «Ali's Here»     | Hammer Sankare                                                   | 3:13     |  |
| 2.  | «Allah Uya»      | Hammer Sankare, Djeneba Doukoure, Fatoumata Traore, Hamidou Sare | 4:28     |  |
| 3.  | «Mali Dje»       | Hammer Sankare, Djeneba Doukoure, Fatoumata Traore, Hamidou Sare | 5:37     |  |
| 4.  | «Saukare»        | Djeneba Doukoure, Fatoumata Traore, Hamidou Sare                 | 2:47     |  |
| 5.  | «Hilly Yoro»     | Afel Bocoum, Hammer Sankare, Oumar Toure                         | 3:36     |  |
| 6.  | «Tulumba»        | Hammer Sankare                                                   | 5:20     |  |
| 7.  | «Instrumental»   |                                                                  | 4:10     |  |
| 8.  | «ASCO»           | Oumar Toure                                                      | 5:45     |  |
| 9.  | «Jangali Famata» | Ali Farka Touré, Affel Bocoum, Oumar Toure                       | 3:20     |  |
| 10. | «Howkouna»       | Ali Farka Touré, Hammer Sankare, Affel Bocoum, Oumar Toure       | 5:55     |  |
| 11. | «Cousins»        | Hammer Sankare, Djeneba Doukoure, Fatoumata Traore, Hamidou Sare | 4:14     |  |
| 12. | «Pieter Botha»   | Oumar Toure                                                      | 3:20     |  |